# Vains of Jenna
Vains of Jenna var ett sleazerock-band som bildades i Falkenberg, Sverige, under januari 2005. Medlemmarna bodde under en lång tid i Los Angeles, Kalifornien där de skrev skivkontrakt med MTV-stjärnan Bam Margeras skivbolag Filthy Notes.
I oktober 2008 flyttade dock bandet hem till sin hemstad Falkenberg och det upplöstes 2012.

## Historia
Bandet Vains of Jenna bildades av fyra unga svenskar som delade samma intresse för Guns N' Roses, The Rolling Stones, Aerosmith, Hanoi Rocks och andra rock'n'roll band. Tillsammans gjorde de ett flertal demos, däribland en cover på The Rolling Stones "Jumpin' Jack Flash" som de lade ut för gratis nedladdning på sin hemsida.
En fyraspårig EP kom senare ut med namnet Baby's Got A Secret som fångade intresset hos Stevie Rachelle, som är ägare till den populära hårdrocksajten Metal Sludge, och han blev bandets manager.
Efter en turné genom Storbritannien flyttade de till Kalifornien i Amerika och spelade sitt första gig på Whiskey A Go Go-klubben i Hollywood.
Vains of Jenna spelade in ytterligare ett par demon som den före detta Guns N'Roses-gitarristen Gilby Clarke hjälpte till med. Turnén i Amerika fortsatte, men klipptes tvärt av när MTV och Jackassstjärnan Bam Margera fick tips om bandets annorlunda utseende och dök upp på en av deras konserter, vilket ledde till ett skivkontrakt med hans nystartade skivbolag Filthy Note Records under juli 2006.
Samarbetet med Bam gav bandet chans att göra en musikvideo till deras låt "Noones Gonna Do It For You" under sommaren 2006 och senare albumet Lit Up / Let Down som släpptes den 24 oktober 2006.
Under 2007 kommer de att fortsätta sin turné genom Amerika och även uppträda med Wednesday 13
Sommaren 2007 är bandet ute på arenaturné med RATT och POISON
Vains of Jenna kommer medverka på samlingsskivan VIVA LA BANDS som släpps hösten 2007.
Låten som kommer att finnas på skivan heter "Enemy In Me"

## Medlemmar
Senaste medlemmar
- Nicki Kin – gitarr (2005–2012)
- Jacki Stone – trummor (2005–2012)
- JP White – basgitarr (2005–2010) (Hans Joakim "JP White" Petersson, född 5 december 1983 i Falkenberg)
- Jesse Forte – sång (2010–2012)

Tidigare medlemmar
- Lizzy DeVine – sång (2005–2010)

Turnerande medlemmar
- Anton Sevholt – gitarr (Europa)
- Roxy Vayn – gitarr (USA)

## Diskografi
Studioalbum
- Lit Up / Let Down (2006)
- The Art of Telling Lies (2009)
- Reverse Tripped (2011)

EP
- No one's Gonna Do It For You (2005)
- Baby's Got A Secret (2005)
- We Can Never Die (2010)

Singlar
- "Get It On" (2009)

Samlingsalbum
- The Demos (2005) (en samling av deras demon med två Gilby Clarke-spår)